# TAPSO
TAPSO ist ein Akronym für die chemische Verbindung 3-N-Tris(hydroxymethyl)methylamino-2-hydroxypropansulfonsäure. Es handelt sich um einen weißen pulverförmigen Feststoff, der als Puffersubstanz bei biochemischen Laboranalysen und zellbiologischen Versuchen zur pH-Wert-Stabilisierung von Flüssigkeiten eingesetzt wird. Die Verbindung gehört zur Gruppe der Good-Puffersubstanzen.

## Eigenschaften

### Säure-Base-Eigenschaften
Die Verbindung besitzt zwei funktionelle Gruppen die für die Säure-Basen-Eigenschaften von Relevanz sind, die Sulfonsäure-Gruppe und die Aminogruppe. Die Sulfonsäure-Gruppe (R-SO3H) hat eine hohe Tendenz zur Protonenabgabe, der pKS-Wert von Sulfonsäure-Gruppen ist in der Regel negativ. Selbst im mittleren sauren pH-Bereich kann man von einer vollständigen Protolyse ausgehen, sie liegt deshalb als Sulfonat-Gruppe (R-SO3⊖) deprotoniert und negativ geladen vor. Andererseits lagert die Aminogruppe (R-NH-R) unter diesen Bedingungen ein Proton (H+) an, so dass eine positiv geladene Ammonium-Gruppe (R-NH2⊕-R) entsteht. Insgesamt ist die Verbindung im stärker sauren pH-Bereich deshalb zwitterionisch. Beim Lösen in Wasser überwiegen die sauren Eigenschaften, beispielsweise liegt der pH-Wert einer wässrigen Lösung mit einer Massenkonzentration von β = 10 g/L bei pH = 4,2 bis 4,7.
Mit steigendem pH-Wert, beispielsweise durch Zugabe von Natronlauge, wird die Ammoniumgruppe zunehmend deprotoniert und verliert dabei die positive Ladung. Dabei entsteht das Natriumsalz von TAPSO:

Der Säureexponent für die Ammoniumgruppe liegt bei pKS = 7,61. Rund um diesen pH-Wert, also im neutralen Bereich, liegt ein Gemisch aus zwitterionischer und negativ geladener Form vor. Hier erstreckt sich auch der nutzbare Pufferbereich von ca. pH = 7,0 bis 8,2. Im stärker alkalischen Bereich ist die Deprotonierung abgeschlossen und es liegen nahezu ausschließlich negativ geladene Moleküle vor.

### Sonstige Eigenschaften
Aufgrund der Abwesenheit von aromatischen Gruppen absorbiert die Verbindung praktisch keine UV-Strahlung im analytisch wichtigen UV-Wellenlängenbereich (λ = 190–390 nm). Dieser Wellenlängenbereich wird bei biochemischen Versuchen häufig zur Detektion von Analyten mit dem Spektralfotometer genutzt, beispielsweise bei der Bestimmung von Nucleinsäuren oder Proteinen. Die Anwesenheit von TAPSO als Puffersubstanz stört diese Analysen also nicht.
Die Verbindung besitzt in β-Stellung zur Sulfonsäure-Gruppe, am C2-Atom, ein Chiralitätszentrum. Die asymmetrische Substitution durch die hier vorhandene Hydroxylgruppe unterscheidet es von TAPS ([Tris(hydroxymethyl)methylamino]propansulfonsäure), einer weiteren strukturverwandten Good-Puffersubstanz. Von TAPSO gibt es zwei Enantiomere, die Verbindung wird allerdings in der Regel als Racemat hergestellt und verkauft.
TAPSO besitzt mehrere polare funktionelle Gruppen im gesamten Molekülbereich und ist damit gut wasserlöslich.

## Verwendung
TAPSO eignet sich aufgrund seiner chemischen Eigenschaften als Puffersubstanz bei molekularbiologischen und zellbiologischen Versuchen. Dies liegt insbesondere an der Pufferwirkung im physiologischen pH-Bereich, in dem lebende Zellen existieren und empfindliche Biomoleküle, beispielsweise Proteine, stabil sind. Zur Herstellung des Puffers wird eine TAPSO-Lösung mit Natronlauge titriert, bis der gewünschte pH-Wert eingestellt ist. Alternativ lässt sich zur pH-Wert-Einstellung auch direkt das Natriumsalz von TAPSO (CAS Nr.: 105140-25-8) der Lösung zumischen, bis der gewünschte pH-Wert eingestellt ist. Dadurch steigt allerdings die Ionenstärke und die Osmolarität stärker. Analoga von TAPSO sind TRIS und TAPS.